# Nicolas Barone
Nicolas Barone (París, 6 de març de 1931 - Mougins, 31 de maig de 2003) va ser un ciclista francès que fou professional entre 1955 i 1961. En el seu palmarès destaquen dues edicions de la París-Camembert i una etapa de la París-Niça. El 1957 vestí el mallot groc del Tour de França durant una etapa.
Entre el 1984 i el 2003 fou el president de l'Avenir Cycliste de Mougins.

## Palmarès
- 1954
  - 1r de la Ruta de França
- 1955
  - 1r al Critèrium de Langon
  - 1r al Premi de la Trinitat a Guéret
- 1957
  - Vencedor d'una etapa a la Volta a Luxemburg
  - Vencedor d'una etapa a la París-Niça
- 1958
  - 1r de la París-Camembert
  - 1r al Premi de Cazes-Mondenard
- 1959
  - 1r de la París-Camembert

### Resultats al Tour de França
- 1955. 56è de la classificáció general
- 1956. 38è de la classificáció general
- 1957. 40è de la classificáció general. Porta el mallot groc durant 1 etapa
- 1958. Abandona (15a etapa)